# Manden på balkonen
Manden på balkonen – i seneste oversættelse Manden på altanen – er en svensk kriminalroman fra 1967 af forfatterne Maj Sjöwall og Per Wahlöö.
Bogen er den tredje i serien Roman om en forbrydelse på ti bind, som forfatterne skrev i perioden 1965-75.
Serien er i 2007 blevet nyoversat med ny titel til dansk og udgivet på Forlaget Modtryk.

## Handling
I de offentlige parker i Stockholm har der været en række røverier, og da en lille pige bliver fundet dræbt efter at være voldtaget, begynder Martin Beck og hans gruppe at jage røveren, selv om det er usansynligt, at han skulle være ansvarlig for det pædofile angreb. Han er i det mindste et vigtigt vidne til det, der viser sig at være det første af en serie mord.
I denne bog introduceres den lidt rå kriminalassistent Gunvald Larsson  tilligemed Einar Rönn, der kommer fra landsbyen og holder af et stille liv. Larsson var Sjöwalls favorit karakter, mens Rönn var Wahlöös. To betjente, Kristiansson and Kvant, bliver også introduceret og fungerer som et komisk indslag gennem resten af serien.